# Bruno Zollfrank
Bruno Zollfrank (* 26. Mai 1955 in Köln) ist ein ehemaliger deutscher Radrennfahrer.
1975 gewann Bruno Zollfrank gemeinsam mit Hans-Jürgen Pollerhoff den Silbernen Adler von Köln. 1976 wurde er mit Jean Franzen deutscher Amateurmeister im Zweier-Mannschaftsfahren. 1977 wurde er wegen Dopings mit einer dreimonatigen Sperre belegt. Er war Profi von 1981 bis 1987 und startete bei neun Sechstagerennen.
Zollfrank, der Diplom-Sportlehrer ist, verbrachte einige Jahre als Trainer in Australien, wo er 1982 schon für ein Team Rennen gefahren war. 1988 gehörte er zum Trainerstab des Bundes Deutscher Radfahrer bei den Olympischen Sommerspielen in Seoul.
Von 1999 bis 2002 gehörte er zum Management des Teams Cologne. Zollfrank ist Erster Vorsitzender des Radsportvereins Staubwolke Refrath 1952 (Stand 2022).

## Erfolge
1976
- Deutscher Meister – Zweier-Mannschaftsfahren (mit Jean Franzen)

## Publikationen
- Mit Rolf M. Kilzer: Neue Schule Radsport. Bad Homburg 1984